# Alexander Pacheco
Alexander Fernando Pacheco (Agosto de 1958) é um ativista pelos direitos animais norte-americano. Co-fundador e atual executivo da People for the Ethical Treatment of Animals (PETA) e membro de uma divisão de bordo da Sea Shepherd Conservation Society.
Pacheco juntou-se ao capitão Paul Watson em 1979 a bordo da embarcação Sea Shepherd cruzando o oceano atlântico durante uma campanha de oposição as atividade do navio pirata portugues Sierra, um baleeiro pirata. Ambos o Sea Shepherd e o Sierra cessaram suas atividades após intervenção de autoridades portuguesas.
Tornou-se notório publicamente em 1981 pelo seu papel junto com Ingrid Newkirk, eno que se conheceria como o caso dos dezessate macacos, uma campanha para salvar dezessete macacos de uma série de experimentos que seriam realizados no Instituto para a investigação Biológica em Silver Spring, Maryland. Oliver Stone organizou a campanha política para salvar os animais e causou o nascimento do movimento a favor dos direitos dos animaisnos Estados Unidos. 

## Primeiros anos
Nascido em Joliet, Illinois, mudou-se para o México com sua família ainda criança, onde foi criado em uma casa litorânea junto com seus irmãos, Jimmy e Mary, e por seus pais, um médico mexicano, e uma enfermeira norte-americana.
Guillermo escreveu em Monkey Business que em seus primeiros anos, Pacheco esteve constantemente rodeado de animais. Em seu quintal dos fundos, possuia uma arborização repléta de morcego, as serpentes se escondiam atrás de umas rochas localizadas próximas da casa, e os pescadores regurlamente caçavam golfinhos que eram levados a praia para o preparo em matadouro e consumo. Em vez de matar os animais de seu consumo em matadouros, os [porco]]s, as galinhas e os perus eram sacrificados em sua frente.
Sua família abandonou o México quando Pacheco estaba na escola primária, e se mudaram para Ohio, Indiana e depois para Illinois. Seu interesse pelos animais continuou, obteve diversos animais como tartarugas e aves em uma barraca de filhotes de animais, incluindo um macaco bebê que deu o nome de Chi Chi, que o acompanha em seu ombro pela sua casa.
Entrou para a universidade católica em Ohio, com a intenção de ser sacerdote, porém durante uma visita ao Canadá em seu primeiro ano de universidade visitou um amigo que trabalhava em uma fábrica de empacotamento de carne. Pesando o fato de que no México havia visto em demasia animais sendo abatidospara o consumo, se horrorizou a ver a dois homens estripando um bezerro recém nascido na imundice, logo depois de sacrificae a sua mãe. Mais tarde, durante a mesma semana, um amigo deu-lhe uma cópia do livro Libertação Animal de Peter Singer, e logo que regressou a Ohio, tornou-se vegetariano, já não querendo ser sacerdote, começando a dedicar-se a ajudar aquele que denomina como "seres que não são humanos".

### Ativismo
Ja na universidade, Pacheco organizou campanhas contra o uso de armadilhas para animais e contra a esterilização de porco e bovinos sem anestesia. Já que Ohio, como um estado agricultor, seu ativismo sofreu uma ampla oposição, onde começou a receber chamdas telefônicas anônimas onde o ameaçavam de morte.
Em 1979, assistiu a uma palestra em Columbus por Cleveland Amory da revista Saturday Review, que também foi da Fund for Animals, a qual se encarregou pela manutenção da organização contra a caça de baleias Sea Shepherd. Após a palestra, pediu a Avory que o aceitasse como voluntário, juntando-se ao barco durante o verão em uma sala de máquinas como marinero, chegando a ajudar afundar o famos barco pesqueiro português chamado Sierra.

## Caso dos macacos de Silver Spring

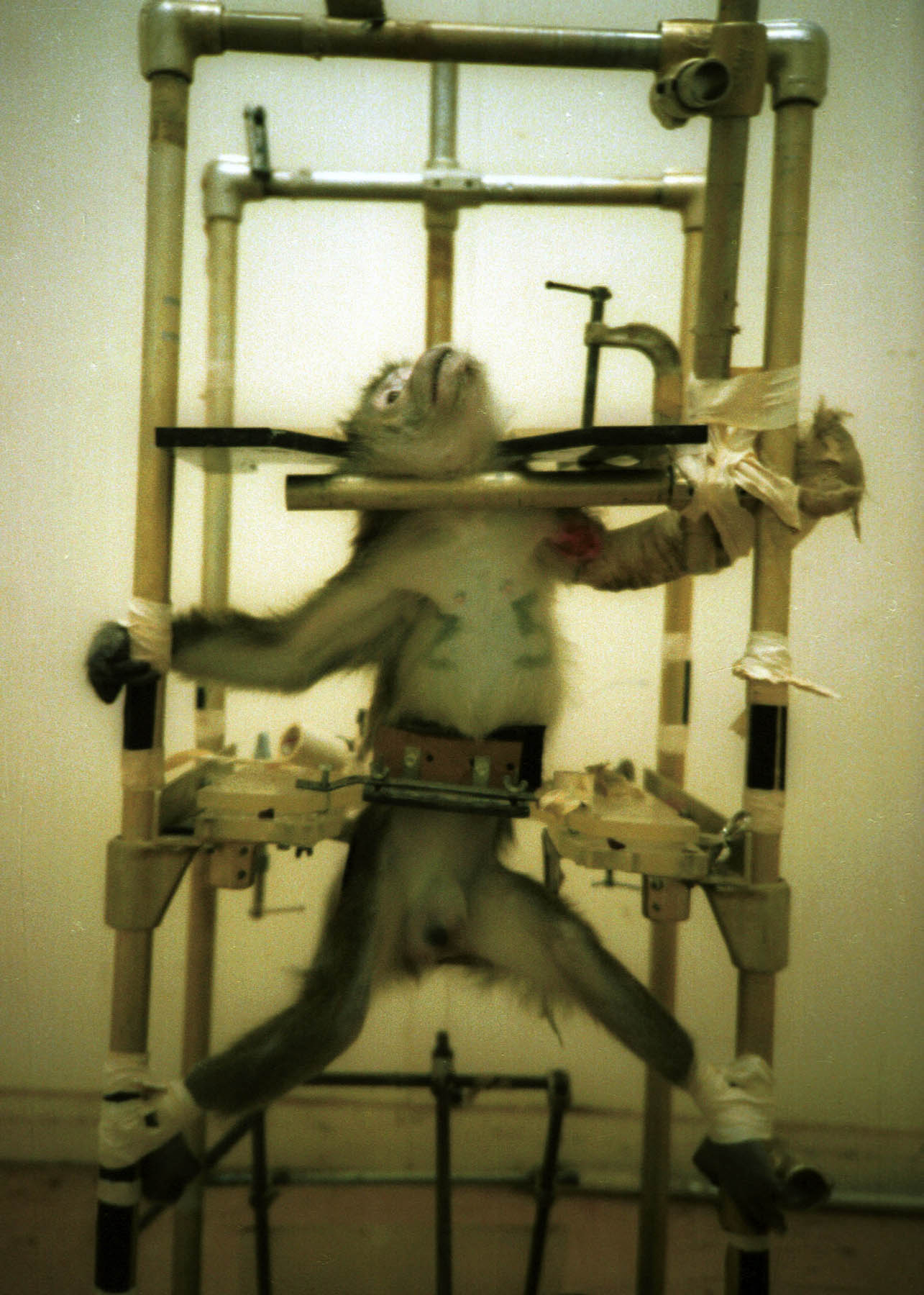
Foto tirada em 1981 por Pacheco no Instituto de pesquisas.

Nesse caso iniciou quando Pacheco começou a trabalhar como voluntário no Instituto de Investigação Animal como parte de seu ativismo a favor dos direitos dos animais. Edward Taub, um psicólogo, trabalhava ali realizando una investigação na qual queria remover os nervos das extemidades dos macacos obrigando-os a ingerir comidas através de choques elétrico para obriga-los a usar as extremidade que não tinham sensibilidade. Em grande parte devido as condições em que eram conservado os macacos, Pacheco denunciou Taub por violações contra as leis que regem a crueldade animal. A policía entrou no laboratório e resgatou os macacos; Taub, por sua participação, recebeu 119 processo por não haver dados aos macacos os cuidados veterinários necessários, sendo a primeira vez que um científico recebia estas acusações nos Estados Unidos. A princípio foi preso por seis acusações, principalmente pela desatenção veterinária. Outras cinco acusações foram descartadas e o último teve apelação. A batalha legal pela custódia dos macacos chegou a Suprema Corte dos Estados Unidos, sendo o primeiro caso de direitos animais, gerando uma grande publicidade para PETA.